# 令 (紙張單位)
令是纸张的单位，又稱領。一令就是五百张纸。短令是480张纸，长令（perfect ream）是516张纸。短令是20个short quires，一令是20个quires，一个长令（ 或 ）是21.5个short quires。
在印刷中使用色令为计价的单位，指500张纸印一色。如果500张纸双面各印四色就是8色令。